# 瓦莱格
瓦莱格（法語：Vallègue，法語發音：[valɛɡ]）是法国上加龙省的一个市镇，属于图卢兹区。

## 地理
瓦莱格（43°25'28"N, 1°45'16"E）面积4.18 平方千米，位于法国奧克西塔尼大區上加龙省，该省份为法国西南部内陆省份，西南端与西班牙接壤，自此顺时针与上比利牛斯省、热尔省、塔恩-加龙省、塔恩省、奥德省和阿列日省接壤。
与瓦莱格接壤的市镇（或旧市镇、城区）包括：圣樊尚、阿维尼奥内洛拉盖、吕镇、蒙加亚尔洛拉盖、格拉斯河畔特雷邦、洛拉盖自由城。

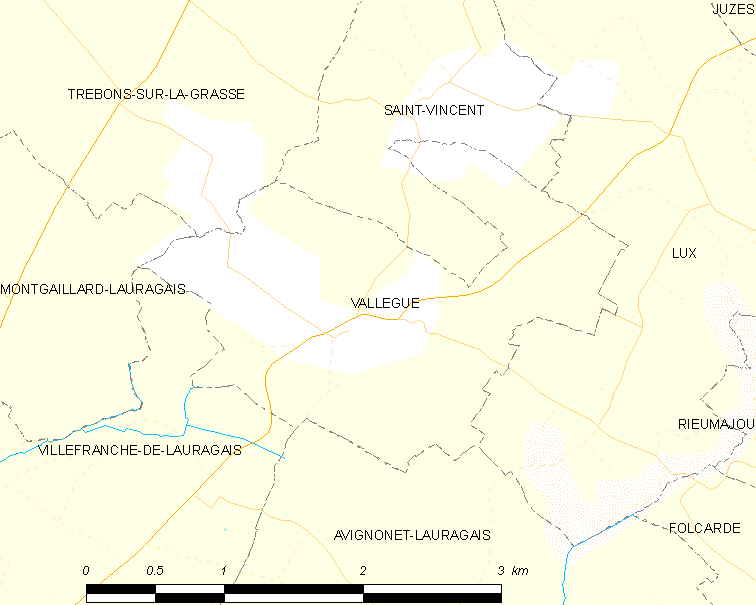
瓦莱格的OSM定位图

瓦莱格的时区为UTC+01:00、UTC+02:00（夏令时）。

## 行政
瓦莱格的邮政编码为31290，INSEE市镇编码为31566。

## 政治
瓦莱格所属的省级选区为勒韦勒县。

## 人口

1962-2008年间瓦莱格人口变化图示

瓦莱格于2022年1月1日时的人口数量为505人。